# C-League 2019
La C-League 2019 è la 35ª edizione della massima competizione nazionale per club della Cambogia, la squadra campione in carica è il Nagaworld.

## Calciatori stranieri
| Squadra                   | Giocatore 1          | Giocatore 2         | Giocatore 3                          | Giocatore 4                     | Giocatore asiatico |
| ------------------------- | -------------------- | ------------------- | ------------------------------------ | ------------------------------- | ------------------ |
| Angkor Tiger              | Ryota Hayashi        | Okereke Timothy     | Alexis Ramos                         | Yudai Ogawa                     | Joichiro Sugiyama  |
| AEU                       | Joshua Jokic         | Tomohiro Masaki     | Ajayi Opeyemi Korede                 | Abdel Kader Coulibali           | Tsubasa Mitani     |
| Bati Youth                |                      |                     |                                      |                                 |                    |
| Boeung Ket                | Samuel Ajayi         | Dudu                | Ángel Carrascosa                     | Julius Oiboh                    | Hikaru Mizuno      |
| Electricite du Cambodge   |                      |                     |                                      |                                 |                    |
| Kampong Cham              | Michael Osei Tutu    | Tcheugoue Edongue   | Onar Ibrahim Abdelkhalek Sayed Ahmed | Adnam Abdelrahin Fawzy Elebiary | Kenjiro Ogino      |
| Kirivong Sok Sen Chey     | Souleymane Coulibaly | Marcio Santos       | Reiya Kinoshita                      | Yuto Sasaki                     | Takahito Ota       |
| Nagaworld                 | Anderson Zogbe       | Esoh Paul Omogba    | Atuheire Kipson                      |                                 | Amir Gurbani       |
| National Defense Ministry | Mohamed Hamza        | George Bisan        | Dzarma Bata                          | Ugochukwu Obi Moneke            | Taku Yanagidate    |
| National Police           | Shane Booysen        | Mathew Osa          | Momoh Degule                         |                                 | Shun Kumagai       |
| Phnom Penh Crown          | Paulo Victor         | Leonardo Oliveira   | Darlan Martins                       | Jhonatan Sant'anna              | Shuhei Mitsuhashi  |
| Svay Rieng                | Yeon Gi-sung         | Jonny Campbell      | Charlie Machell                      | Befolo Mbarga                   | Daisuke Kobayashi  |
| Soltilo Angkor            | Kento Fujihara       | Unno Tomoyuki       | Motoyama Kota                        | Fumiya Kogure                   | Yuta Kikuchi       |
| Visakha                   | Ljuben Nikolov       | Evangelos Skraparas | Eliel Cruz                           | Masaaki Ideguchi                | Pak Song-chol      |

## Classifica
|                     | Pos. | Squadra                   | Pt | G  | V  | N | P  | GF | GS  | DR   |
| ------------------- | ---- | ------------------------- | -- | -- | -- | - | -- | -- | --- | ---- |
| Cambogia (bandiera) | 1.   | Svay Rieng                | 65 | 26 | 20 | 5 | 1  | 88 | 20  | 68   |
|                     | 2.   | Visakha                   | 58 | 26 | 18 | 4 | 4  | 82 | 30  | 52   |
|                     | 3.   | Nagaworld                 | 55 | 26 | 17 | 4 | 5  | 80 | 22  | 58   |
|                     | 4.   | Boeung Ket                | 52 | 26 | 15 | 7 | 4  | 67 | 34  | 33   |
|                     | 5.   | Angkor Tiger              | 49 | 26 | 14 | 7 | 5  | 68 | 32  | 36   |
|                     | 6.   | Phnom Penh Crown          | 48 | 26 | 15 | 3 | 8  | 94 | 47  | 47   |
|                     | 7.   | National Defense Ministry | 38 | 26 | 12 | 2 | 12 | 63 | 50  | 13   |
|                     | 8.   | Soltilo Angkor            | 35 | 26 | 10 | 5 | 11 | 38 | 40  | -2   |
|                     | 9.   | AEU                       | 34 | 26 | 10 | 4 | 12 | 49 | 57  | -8   |
|                     | 10.  | Kirivong Sok Sen Chey     | 32 | 26 | 10 | 2 | 14 | 47 | 38  | 9    |
|                     | 11.  | National Police           | 28 | 26 | 9  | 4 | 13 | 56 | 57  | -1   |
|                     | 12.  | Electricite du Cambodge   | 14 | 26 | 4  | 2 | 20 | 28 | 71  | -51  |
|                     | 13.  | Kampong Cham              | 6  | 26 | 2  | 1 | 23 | 10 | 180 | -170 |
|                     | 14.  | Bati Youth                | 4  | 26 | 1  | 1 | 24 | 23 | 110 | -87  |

Legenda:

      Campione della Cambogia 2019, ammessa alla Coppa dell'AFC 2020

      Retrocessa in Cambodian Second League 2020

Note:
Tre punti a vittoria, uno a pareggio, zero a sconfitta.